# Nachum Zemach

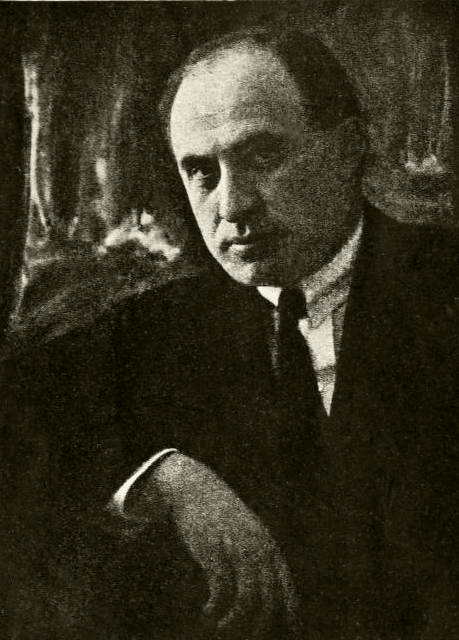
Nachum Zemach

Nachum Zemach (auch Nahum oder Naum Zemach; * 1887 in Wolkowysk, Polen; † 8. September 1939 in Manhattan, New York) war Theaterdirektor und Vater des israelischen Nationaltheaters.

## Leben
Er gründete 1913 in Białystok das kurzlebige 1. Habimah-Theater und danach 1916 in Moskau die eigentliche Habimah, die bald Weltruhm gewann und sich zum israelischen Nationaltheater entwickelte.